# Glenn Holm
Glenn Inge Christer Holm, född 24 september 1955, är en svensk fotbollstränare och tidigare fotbollsspelare (vänsterytter), vars främsta merit som spelare är UEFA-cupvinsten 1982 med IFK Göteborg. 
Holm spelade 1973-1976 i allsvenskan för Örebro SK och 1977-1984 för IFK Göteborg. När han spelade för IFK Göteborg var det tre andra spelare som hette Glenn i förnamn, Glenn Schiller, Glenn Strömberg och Glenn Hysén. Som en skämtsam nidvisa började Hammarbyklacken skandera "Alla heter Glenn i Göteborg", ramsan överlevde samtligas karriärer, den hördes till exempel på läktarna säsongen 2018, och har tagits upp av IFK Göteborgs egna fans.
Holm återvände 1987 till Kamratgården som assisterande tränare till först Kjell Pettersson och från 1990 till Roger Gustafsson. Han blev 1993 ordinarie tränare för Västra Frölunda IF och har senare tränat Skärhamns IK samt Jonsereds IF.